# Stanley G. Thompson
Stanley Gerald Thompson (Los Angeles, Califòrnia, EUA, 9 de març de 1912 - Berkeley, Califòrnia, EUA, 16 de juliol de 1976) fou un químic estatunidenc que fou el responsable del procés de separació de fosfat de bismut utilitzat en la producció de plutoni al complex de Hanford, instal·lació del Projecte Manhattan durant la Segona Guerra Mundial i, després, participà en el descobriment de cinc elements transurànids: berkeli, californi, einsteini, fermi i mendelevi.

## Vida
Cursà la seva educació secundària al centre públic David Starr Jordan High School del barri de Watts a Los Angeles, on conegué al futur premi Nobel de Química del 1951 Glenn T. Seaborg. Ambdós estudiaren química a la Universitat de Califòrnia a los Angeles. Thompson es graduà el 1934 i després inicià la seva vida professional al Laboratori Richmond de l'empresa Standard Oil a Califòrnia. El 1938 es casà amb Alice Isobel Smith. Morí als 64 anys a causa d'un càncer.

## Obra
Quan Seaborg es traslladà al Metallurgical Laboratory de la Universitat de Chicago el 1942 per estudiar el plutoni dins del projecte Manhattan, convidà Thompson a formar part del seu equip. Mentre es trobava a Chicago, Thompson ideà un procés químic, el procés del fosfat de bismut, per separar el plutoni dels altres productes radioactius generats als reactors nuclears en la fissió de l'urani. Aquest procés fou emprat a escala industrial al complex de Hanford, a l'estat de Washington, i Thompson s'hi traslladà per supervisar la seva implementació.

Thompson retornà a Chicago el 1945, on dirigí la seva recerca cap el descobriment d'elements transurànids. El següent any es traslladar al Laboratori Nacional Lawrence de Berkeley on s'hi doctorà el 1948, sota la direcció de Seaborg, amb la tesi Nuclear and Chemical Properties of Americium and Curium. Dirigí l'equip que sintetitzà i identificà el berkeli i el californi el 1950 i també fou membre dels equips que descobriren els següents tres elements transurànids: einsteini, fermi i mendelevi el 1955.

Símbols dels elements descoberts per Thomson, amb nombre atòmic i massa atòmica
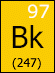
Berkeli
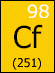
Californi
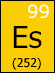
Einsteini
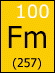
Fermi
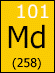
Mendelevi